# Mimudea antigastridia
Mimudea antigastridia là một loài bướm đêm trong họ Crambidae.